# 文益漸
文 益漸（ぶん えきぜん、ムン・イクチョム、朝鮮語: 문익점、1329年 - 1398年）は、高麗末期から李氏朝鮮初期の文官。字は日新、号は三憂堂。江城県（現・慶尚南道山清郡）の人。本貫は南平文氏。
1329年、貴族の次男として出生し、12歳の時に李穀の門下生となる。1360年に科挙に合格、1363年に使節の随員として元に赴く。当時の元は、綿花の種子の他国への持ち出しを禁止していたが、元の農業書を勉強していた文益漸は農業に関心を抱き、帰国する際に木綿の種子・糸車・糸繰り・機織の技術や用具を持ち帰り、帰国後に漢人の僧侶の手助けの下、綿花の栽培を始めた。

## 評価
- 大韓民国文化体育観光部のこの月の文化人物に選定される。
- 韓国を輝かせた100名の偉人たちに選定される。